# Bacúrov
Bacúrov é um município da Eslováquia, situado no distrito de Zvolen, na região de Banská Bystrica. Tem 9,6 km² de área e sua população em 2018 foi estimada em 171 habitantes.

## Demografia
| Ano:        | 1994 | 2004    | 2014    | 2024   |
| ----------- | ---- | ------- | ------- | ------ |
| Broj ljudi: | 98   | 121     | 164     | 159    |
| Razlika:    |      | +23,46% | +35,53% | -3,04% |

| Ano:               | 2023 | 2024   |
| ------------------ | ---- | ------ |
| Número de pessoas: | 158  | 159    |
| Diferença:         |      | +0,63% |